# Igreja da Misericórdia (Santa Cruz)
A Igreja de Santo Cristo da Misericórdia, popularmente conhecida como Igreja da Misericórdia, localiza-se na cidade, freguesia e Concelho de Santa Cruz da Graciosa, na ilha Graciosa, nos Açores. Pertença da Santa Casa da Misericórdia de Santa Cruz, está situada na antiga rua do Porto, de frente para o largo da Matriz, tendo à  esquerda, em anexo, o respectivo hospital.

## História
O Hospital de Santo Espírito, precursor do atual Centro de Saúde, já existia em 1510. A igreja foi fundada em 1600 pelo capitão-mor Manuel Quadros Machado.
Ao longo de sua história, ambas beneficiaram-se de várias deixas além das do instituidor, como por exemplo as do padre Gonçalo Godinho de Vasconcelos, Gonçalo Fernandes Coelho e Diogo de Ávila Bettencourt, doações que foram legitimadas por decreto de 15 de Março de 1800. Em meados do século XIX o rendimento da Misericórdia de Santa Cruz era de 31 moios de trigo e uma razoável quantia em dinheiro.
Nesta igreja se recolheu e pregou o padre António Vieira quando, em Agosto de 1654, foi largado no porto da Barra por um navio corsário neerlandês após o navio que transportava aquele religioso do Brasil para Lisboa ter naufragado ao largo da ilha do Corvo.

## Características
Trata-se de um templo modesto mas com um frontispício equilibrado, onde se inscreve um escudo com as armas reais. A sua torre é encimada por uma pirâmide.
Em seu interior encontram-se três altares. No altar-mor venera-se uma valiosa imagem do Senhor Santo Cristo dos Milagres, datada do século XIX, a qual tem ainda hoje a sua irmandade. Esta imagem é objeto de grande devoção popular e em torno dela organiza-se, no segundo domingo de Agosto, a procissão do Senhor Santo Cristo da Graciosa, a maior festividade religiosa da ilha. Esta imagem é ladeada pelas imagens de Nossa Senhora da Saúde e da Rainha Santa Isabel.
Nos altares laterais, existem imagens do Senhor Santo Cristo da Misericórdia (no da esquerda) e de São João Baptista (no da direita).